# Kotrljan (biljni rod)
Kotrljan (lat. Eryngium) je rod dvogodišnjeg raslinja i trajnica iz porodice štitarki, od kojih najviše vrsta raste po Južnoj Americi. Ime roda dolazi možda od grčke riječi eruma (zaštita, obrana) a vjerojatno se misli na bodljikave listove. 
Proiznato je preko 230 vrsta. U Hrvatskoj je poznata vrsta poljski kotrljan (E. campestre), grmolika zeljasta biljka koja naraste do 70 cm visine, uspravne i debele stabljike s jestivim korijenom i jestivim mladim prizemnim listovima i izdancima. Korijen se peče, kuha ili kandira, a bogat je šećerom. Plavi kotrljan (E. amethystinum) nešto je niži, naraste do 50 cm, a i on je jestiv kao i poljski kotrljan.

## Vrste
1. Eryngium agavifolium Griseb.
2. Eryngium alismifolium Greene
3. Eryngium aloifolium Mart. ex Urb.
4. Eryngium alpinum L., alpski kotrljan
5. Eryngium alternatum J.M.Coult. & Rose
6. Eryngium amethystinodes Kuntze
7. Eryngium amethystinum L., modri kotrljan, modra sikovica
8. Eryngium amorginum Rech.f.
9. Eryngium andicola H.Wolff
10. Eryngium anomalum Hook. & Arn.
11. Eryngium antiatlanticum Jury
12. Eryngium aquaticum L.
13. Eryngium aquifolium Cav.
14. Eryngium argyreum Maire
15. Eryngium aristulatum Jeps.
16. Eryngium armatum (S.Watson) J.M.Coult. & Rose
17. Eryngium aromaticum Baldwin
18. Eryngium articulatum Hook.
19. Eryngium atlanticum Batt. & Pit.
20. Eryngium babadaghense G.E.Genç, Akalin & Wörz
21. Eryngium balansae H.Wolff
22. Eryngium baldwinii Spreng.
23. Eryngium beckii M.Mend.
24. Eryngium beecheyanum Hook. & Arn.
25. Eryngium billardierei F.Delaroche
26. Eryngium bithynicum Boiss.
27. Eryngium boissieuanum H.Wolff
28. Eryngium bolivianum M.Mend.
29. Eryngium bonplandii F.Delaroche
30. Eryngium bornmuelleri Nábelek
31. Eryngium bourgatii Gouan
32. Eryngium brasiliense Constance
33. Eryngium buchtienii H.Wolff
34. Eryngium bungei Boiss.
35. Eryngium bupleuroides Hook. & Arn.
36. Eryngium cabrerae Pontiroli
37. Eryngium caeruleum M.Bieb.
38. Eryngium caespitiferum Font Quer & Pau
39. Eryngium calaster Standl.
40. Eryngium campestre L., poljski kotrljan
41. Eryngium canaliculatum Cham. & Schltdl.
42. Eryngium cardosii Clos
43. Eryngium carlinae F.Delaroche
44. Eryngium carlinoides Boiss.
45. Eryngium castrense Jeps.
46. Eryngium cervantesii F.Delaroche
47. Eryngium × chevalieri Sennen
48. Eryngium chubutense Neger ex Dusén
49. Eryngium ciliatum Cham. & Schltdl.
50. Eryngium columnare Hemsl.
51. Eryngium comosum F.Delaroche
52. Eryngium constancei M.Y.Sheikh
53. Eryngium coquimbanum Phil.
54. Eryngium corallinum Mathias & Constance
55. Eryngium corniculatum Lam.
56. Eryngium coronatum Hook. & Arn.
57. Eryngium crassisquamosum Hemsl.
58. Eryngium creticum Lam., sredozemni kotrljan, kretski kotrljan
59. Eryngium cuneifolium Small
60. Eryngium cylindricum Larrañaga
61. Eryngium cymosum F.Delaroche
62. Eryngium davisii Kit Tan & Yildiz
63. Eryngium delarocheanum H.Wolff
64. Eryngium deppeanum Schltdl. & Cham.
65. Eryngium depressum Hook. & Arn.
66. Eryngium desertorum Zohary
67. Eryngium dichotomum Desf.
68. Eryngium diffusum Torr.
69. Eryngium dilatatum Lam.
70. Eryngium divaricatum Hook. & Arn.
71. Eryngium dorae C.Norman
72. Eryngium duriaei J.Gay ex Boiss.
73. Eryngium dusenii H.Wolff
74. Eryngium ebracteatum Lam.
75. Eryngium eburneum Decne.
76. Eryngium echinatum Urb.
77. Eryngium ekmanii H.Wolff
78. Eryngium elegans Cham. & Schltdl.
79. Eryngium eriophorum Cham. & Schltdl.
80. Eryngium erzincanicum Yild.
81. Eryngium eurycephalum Malme
82. Eryngium expansum F.Muell.
83. Eryngium falcatum F.Delaroche
84. Eryngium falcifolium Irgang
85. Eryngium × fernandezianum Skottsb.
86. Eryngium ferrisiae Constance
87. Eryngium fistulosum Phil.
88. Eryngium floribundum Cham. & Schltdl.
89. Eryngium fluminense Urb.
90. Eryngium foetidum L.
91. Eryngium foliosum Scheele
92. Eryngium fontanum A.E.Holland & E.J.Thomps.
93. Eryngium galeottii Hemsl.
94. Eryngium galioides Lam.
95. Eryngium gentryi Constance & Bye
96. Eryngium ghiesbreghtii Decne.
97. Eryngium giganteum M.Bieb., veliki kotrljan
98. Eryngium glaciale Boiss.
99. Eryngium glaziovianum Urb.
100. Eryngium globosum Hemsl.
101. Eryngium glomeratum Lam.
102. Eryngium glossophyllum H.Wolff
103. Eryngium goulartii Urb.
104. Eryngium goyazense Urb.
105. Eryngium gracile F.Delaroche
106. Eryngium gramineum F.Delaroche
107. Eryngium guatemalense Hemsl.
108. Eryngium haenkei C.Presl ex DC.
109. Eryngium hainesii C.C.Towns.
110. Eryngium hassleri H.Wolff
111. Eryngium heldreichii Boiss.
112. Eryngium hemisphaericum Urb.
113. Eryngium hemsleyanum H.Wolff
114. Eryngium × heteracanthum Teyber
115. Eryngium heterophyllum Engelm.
116. Eryngium hookeri Walp.
117. Eryngium horridum Malme
118. Eryngium humboldtii F.Delaroche
119. Eryngium humifusum Clos
120. Eryngium humile Cav.
121. Eryngium huteri Porta & Rigo
122. Eryngium ilex P.H.Davis
123. Eryngium ilicifolium Lam.
124. Eryngium inaccessum Skottsb.
125. Eryngium incantatum Lucena, Novara & Cuezzo
126. Eryngium integrifolium Walter
127. Eryngium irwinii Constance
128. Eryngium isauricum Contandr. & Quézel
129. Eryngium jaliscense Mathias & Constance
130. Eryngium junceum Cham. & Schltdl.
131. Eryngium juncifolium (Urb.) Mathias & Constance
132. Eryngium karatavicum Iljin
133. Eryngium koehneanum Urb.
134. Eryngium kotschyi Boiss.
135. Eryngium lacustre Pohl ex Urb.
136. Eryngium leavenworthii Torr. & A.Gray
137. Eryngium lemmonii J.M.Coult. & Rose
138. Eryngium leptophyllum H.Wolff
139. Eryngium longifolium Cav.
140. Eryngium lorentzii H.Wolff
141. Eryngium luzulifolium Cham. & Schltdl.
142. Eryngium macracanthum Phil.
143. Eryngium macrocalyx Schrenk
144. Eryngium madrense S.Watson
145. Eryngium malmeanum H.Wolff
146. Eryngium marginatum Pohl ex Urb.
147. Eryngium maritimum L., primorski kotrljan
148. Eryngium marocanum Pit.
149. Eryngium mathiasiae M.Y.Sheikh
150. Eryngium megapotamicum Malme
151. Eryngium mesopotamicum T.M.Pedersen
152. Eryngium mexiae Constance
153. Eryngium mexicanum S.Watson
154. Eryngium × microcephalum Sieber
155. Eryngium × mohamedanii Font Quer & Pau
156. Eryngium molleri Gand.
157. Eryngium moluccanum Steenis
158. Eryngium monocephalum Cav.
159. Eryngium montanum J.M.Coult. & Rose
160. Eryngium multicapitatum Morong
161. Eryngium nasturtiifolium Juss. ex F.Delaroche
162. Eryngium neei M.Mend.
163. Eryngium nudicaule Lam.
164. Eryngium octophyllum Korovin
165. Eryngium ombrophilum Dusén & H.Wolff
166. Eryngium ovinum A.Cunn.
167. Eryngium palmatum Pancic & Vis.
168. Eryngium palmeri Hemsl.
169. Eryngium palmito Boiss. & Heldr.
170. Eryngium paludosum (C.Moore & Betche) P.W.Michael
171. Eryngium pandanifolium Cham. & Schltdl.
172. Eryngium paniculatum Cav. & Dombey ex F.Delaroche
173. Eryngium paraguariense Urb.
174. Eryngium pectinatum C.Presl ex DC.
175. Eryngium pendletonense K.L.Marsden & M.G.Simpson
176. Eryngium petiolatum Hook.
177. Eryngium phyteumae F.Delaroche
178. Eryngium pilularioides Hemsl. & Rose
179. Eryngium pinnatifidum Bunge
180. Eryngium pinnatisectum Jeps.
181. Eryngium plantagineum F.Muell.
182. Eryngium plantaginifolium H.Wolff
183. Eryngium planum L., glatki sikavac
184. Eryngium pohlianum Urb.
185. Eryngium polycephalum Hausskn. ex H.Wolff
186. Eryngium polyrhizum Clos
187. Eryngium pratense Phil.
188. Eryngium pringlei Hemsl. & Rose
189. Eryngium pristis Cham. & Schltdl.
190. Eryngium proliferum Brade
191. Eryngium prostratum Nutt. ex DC.
192. Eryngium proteiflorum F.Delaroche
193. Eryngium pseudojunceum Clos
194. Eryngium pseudothorifolium Contandr. & Quézel
195. Eryngium pulchellum Phil.
196. Eryngium purpusii Hemsl. & Rose
197. Eryngium pusillum L.
198. Eryngium pyramidale Boiss. & Hausskn.
199. Eryngium racemosum Jeps.
200. Eryngium ramboanum Mathias & Constance
201. Eryngium rauhianum Mathias & Constance
202. Eryngium raulinii Mathias & Constance
203. Eryngium regnellii Malme
204. Eryngium riparium Larrañaga
205. Eryngium rochei Constance
206. Eryngium × rocheri P.Fourn.
207. Eryngium rojasii H.Wolff
208. Eryngium rosei Hemsl.
209. Eryngium rostratum Cav.
210. Eryngium sanguisorba Cham. & Schltdl.
211. Eryngium sarcophyllum Hook. & Arn.
212. Eryngium scaposum Turcz.
213. Eryngium scirpinum Cham.
214. Eryngium sellowii H.Wolff
215. Eryngium serbicum Pancic
216. Eryngium serra Cham. & Schltdl.
217. Eryngium serratum Cav.
218. Eryngium smithii Mathias & Constance
219. Eryngium sparganioides Clos
220. Eryngium sparganophyllum Hemsl.
221. Eryngium spinalba Vill.
222. Eryngium stenophyllum Urb.
223. Eryngium strotheri Constance & Affolter
224. Eryngium subacaule Cav.
225. Eryngium subinerme (H.Wolff) Mathias & Constance
226. Eryngium supinum J.M.Black
227. Eryngium tenue Lam.
228. Eryngium ternatum Poir.
229. Eryngium thorifolium Boiss.
230. Eryngium thyrsoideum Boiss.
231. Eryngium tricuspidatum L.
232. Eryngium triquetrum Vahl
233. Eryngium trisectum Wörz & H.Duman
234. Eryngium tzeltal Constance
235. Eryngium unifultum Clos
236. Eryngium urbanianum H.Wolff
237. Eryngium variifolium Coss.
238. Eryngium vaseyi J.M.Coult. & Rose
239. Eryngium venustum Bartlett ex Constance
240. Eryngium vesiculosum Labill.
241. Eryngium × visianii Teyber
242. Eryngium viviparum J.Gay
243. Eryngium wanaturi Woronow
244. Eryngium weberbaueri H.Wolff
245. Eryngium wiegandii Adamovic
246. Eryngium woodii M.Mend.
247. Eryngium yuccifolium Michx.
248. Eryngium zosterifolium H.Wolff